# Astrea turonensis
Espèce
Astrea turonensis est une espèce éteinte de coraux de la famille des Merulinidae.